# Puchowa Góra
Puchowa Góra – wieś w Polsce położona w województwie lubelskim, w powiecie parczewskim, w gminie Jabłoń.
W latach 1975–1998 miejscowość administracyjnie należała do województwa bialskopodlaskiego.
Wieś stanowi sołectwo w gminie Jabłoń. Według Narodowego Spisu Powszechnego z roku 2011 wieś liczyła 83 mieszkańców.
Wierni Kościoła rzymskokatolickiego należą do parafii Trójcy Świętej w Paszenkach.

## Historia
Puchowa Góra w wieku XIX to folwark w ówczesnym powiecie radzyńskim, gminie i parafii Jabłoń (obrzędu wschodniego). Folwark posiadał 3 domy i 32 mieszkańców gruntu 1279 mórg Wchodził w skład dóbr Kolano.